# 国鉄キサハ04形気動車
キサハ04形は、かつて日本国有鉄道（国鉄）に在籍した気動付随車である。

## 概要
1957年（昭和32年）4月の称号規程改正によって制定された形式であるが、様々な出自を持つ「キサハ」を総称したものである。この称号改正により6両が本形式となったが、それ以後にも5両が改造編入された。総数わずか11両であるが、番台区分は4種に及ぶ。
気動付随車は平坦な路線での気動車列車の増結用に製作されたもので、総括制御が不可能な機械式気動車に対し、簡単に増結可能で保守費も低いという利点があったものの、運転台がないため列車の先頭となることができず、折返し駅や増解結駅では機関車牽引列車の機回しに相当する入換作業が増えて煩雑になる欠点があり、国鉄ではほとんど普及しなかった。

## 番台各説

### 0番台
本番台は、1934年（昭和9年）製のキハ40000形2両（40004, 40005）を、大宮工場で1950年（昭和25年）に機関、運転台撤去のうえ、付随車化したものである。この改造にともない、両車はキサハ40800形（40800, 40801）に改称された。前述のように、1957年（昭和32年）にキサハ04形へ編入され、0番台（1, 2）となった。改造後は大宮機関区に配置されたが、後に米子機関区に転属した。1は1963年（昭和38年）2月、2は1966年（昭和41年）5月に廃車となった。

### 100番台
本番台は、キハ41000形4両（41040, 41041, 41058, 41137）を新小岩工場および五稜郭工場で1950年（昭和25年）に付随車化したものである。この改造にともないキサハ41800形（41800 - 41803）に改称された。41800と41801は千葉地区に配属されたが、1954年（昭和29年）に新潟地区に転属し、室内を半分に区切って郵便荷物車代用として使用され、1957年（昭和32年）の称号規程改正では、キサハ04形100番台（101, 102）に編入された。郵便荷物車「代用」であることを示すため、記号の頭に「ユニ」を付して、ユニキサハ04形（「ユニ」は左上に小書き）と標記された。両車は新潟地区にキハユニ17形が配置されると余剰となり、1962年（昭和37年）2月に廃車され、北陸鉄道に譲渡された。当初は電車用付随車のサハ1651, 1652として使用され、後に制御車化改造を受けクハ1651, 1652となった。
41802と41803については静内機関区に配置され、1957年（昭和32年）の称号規程改正によりキサハ04 103, 104となった。当初は専ら機械式気動車（旧キハ41500形）の牽引で使用されたが、液体式気動車の普及とともに、総括制御用の回路を引き通した。廃車は両車とも1966年（昭和41年）10月である。

### 200番台
本番台は、1959年（昭和34年）にキハ04形2両（16, 20）、キハ06形2両（22, 23）を大宮工場で付随車化したものである。この改造により、キサハ04形200番台（201 - 204）に改称された。これらは、いずれも液体式気動車の中間に組み込むことを前提とされ、総括制御回路の引き通しが設けられた。201, 202は茅ヶ崎機関区に配置されて相模線で、203, 204は高岡機関区に配置されて氷見線で使用された。特に氷見線用の203, 204は、妻面に貫通路と貫通幌が設置されており、異彩を放っていた。廃車は、201が1965年（昭和40年）7月、202が1963年2月、203と204は1965年3月である。

### 300番台
本番台は、1両のみの存在で、元は1937年（昭和12年）にキハ43000形電気式気動車の中間付随車として製造されたキサハ43500形（43500）である。1950年（昭和25年）に電車用の付随車（サハ4301）として飯田線に転用され、1953年（昭和28年）6月の称号規程改正ではサハ6400形（6400）に改称。さらに1956年（昭和31年）3月には再び気動車用に戻ってキサハ43800形（43800）とされ、1957年（昭和32年）の称号規程改正ではキサハ04形300番台（301）に改称された。同車は奈良機関区に配置されたが、1966年（昭和41年）8月に廃車され、キサハ04形は消滅した。